# Roberto Di Benedetto
Pour les articles homonymes, voir Benedetto.
Roberto Di Benedetto est un joueur international français de rink hockey né le 8 mai 1997. Il évolue en 2025 au Benfica dans le championnat Portugais (Campeonato Placard).

## Carrière
Il commence le hockey à l’âge de 3 ans au club de Noisy-le-Grand. L’aventure noiséenne dure jusqu’à ses 14-15 ans, puis il part avec ses frères à Mérignac. Ils y restent un an pour ensuite signé au club de la Vendeenne. Il participe, avec ses deux frères Bruno Di Benedetto et Carlo Di Benedetto au championnat d'Europe 2016.
Le 27 avril 2017, soit un an après le départ de son frère Carlo Di Benedetto de la Vendéenne pour le club de Liceo, Roberto Di Benedetto annonce à son tour rejoindre la OK Liga dans le club de Lleida (Espagne) accompagné de son autre frère Bruno Di Benedetto. En 2019, Roberto signe pour le club de Liceo (Espagne). 

## Palmarès
- Catégorie Jeunes : 22 titres de champion de France.
- 1 coupe de France avec la Vendéenne.
- 2 titre de champion de France avec la Vendéenne.
- coupe CERS 2017-2018 et 2018-2019 avec CE Lleida Llista[3].
- coupe du Roi 2020-21, avec HC Liceo.